# هاري ويفر
هاري ويفر (بالإنجليزية: Harry Weaver)‏ هو لاعب كرة قاعدة أمريكي، ولد في 26 فبراير 1892 في Clarendon, Pennsylvania ‏ في الولايات المتحدة، وتوفي في 30 مايو 1983 في روتشستر في الولايات المتحدة.

## وصلات خارجية
- هاري ويفر على موقعبيزبول رفرنس.كوم (الدوري الرئيسي) (الإنجليزية)
- هاري ويفر على موقعبيزبول رفرنس.كوم (الدوري الثانوي) (الإنجليزية)